# Musikalische Akademie des Nationaltheater-Orchesters Mannheim
Die Musikalische Akademie des Nationaltheater-Orchesters Mannheim e.V. ist ein gemeinnütziger Verein, in dem die Mitglieder des Nationaltheater-Orchesters des Nationaltheaters Mannheim organisiert sind. Vereinszweck ist die Veranstaltungen von Konzerten, den Akademiekonzerten im Mannheimer Rosengarten. Die Musikalische Akademie ist damit Veranstalter einer der ältesten Konzertreihen in Deutschland, die sich bis ins Jahr 1778 zurückverfolgen lässt.
Seit 240 Jahren liegen die Programmgestaltung und Verpflichtung von Dirigenten und Solisten in den Händen der Gremien, die aus den Reihen des Orchesters gewählt werden. Unter den Theater- und Symphonieorchestern sind die demokratische Struktur der Akademie und ihre damit verbundene programmatische und finanzielle Eigenständigkeit einzigartig. Sie sind entscheidend für die künstlerische Identität und das Selbstverständnis der Musiker.

## Historischer Hintergrund
Mannheim wurde 1720 zur kurpfälzischen Residenz und erlebte vor allem ab 1743 unter Kurfürst Karl Theodor einen kulturellen Aufschwung. In dieser Zeit wurde das Orchester unter Johann Stamitz grundlegend reformiert. Hieraus gründete sich die berühmte Mannheimer Schule, die großen Einfluss auf die weitere Entwicklung der Konzertsinfonie und der Orchesterkultur in Europa hatte. 1778 fiel durch die Erbfolge die bayerische Kurwürde an die Pfälzer und Kurfürst Karl Theodor siedelte nach München. Die wirtschaftlichen Grundlagen entfielen und so blieben in Mannheim einige Orchestermusiker zurück. Der Kurfürst erließ ein Dekret, nachdem das Mannheimer Theater und das Orchester erhalten bleiben sollten, und legte die Trägerschaft in die Hände der Mannheimer Bürger. Hieraus entstanden Liebhaber-Konzerte, aus denen sich die `Musikalischen Akademien` des Theater-Orchesters bildeten. Schon damals konnte sich jedermann eine Eintrittskarte kaufen oder abonnieren.
Seit dem 8. November 1834 ist die Konzertreihe unter dem Namen „Musikalische Akademie“ bekannt.

## Organisation
Aus dem Orchester werden alle zwei Jahre ein vierköpfiger Vorstand gewählt, außerdem ein sechsköpfiger künstlerischer Beirat gewählt, der ebenfalls dem Vorstand des Vereins angehört. Die Akademie nimmt neben den Musikern des Nationaltheater-Orchesters auch Fördermitglieder auf. Ein Kuratorium von Persönlichkeiten aus Wirtschaft und Politik, von der Universität und den Hochschulen sowie aus dem musikalischen Leben Mannheims, begleitet und unterstützt die Arbeit des Akademievorstandes.
Die Konzertreihe findet zu acht ausgewählten Terminen jeweils montags und dienstags im Mozartsaal des Rosengartens in Mannheim statt. Regelmäßig gibt es Sonderprojekte, so zum Beispiel die Kammerakademie, ein Sonderkonzert mit dem Nationaltheater Mannheim (2017) oder eine Konzertreise nach China (2014).
Die Musikalische Akademie engagiert sich für Nachwuchsförderung. So kooperiert sie zum Beispiel mit der Deutschen Staatsphilharmonie Rheinland-Pfalz in der gemeinsamen Orchesterakademie LuMa 2020, die sich um die Nachwuchsförderung der Streicher bemüht sowie in dem bundesweiten Projekt Rhapsody in School, in dem es um Heranführung von Schulkindern an die klassische Musik geht.

## Die musikalischen Leiter des Nationaltheater-Orchesters seit dem Gründungsjahr der Musikalischen Akademie
Die korrekte Amtsbezeichnung lautete 1. Kapellmeister oder Hofkapellmeister. Erst mit dem Dienstantritt von Richard Lert im Jahre 1923 wurde in Mannheim der Titel Generalmusikdirektor (GMD) eingeführt.
- Ignaz Fränzl (1779–1803)
- Peter Ritter (1803–1823)
- Michael Frey (1823–1832)
- Franz Lachner (1834–1836)
- Vinzenz Lachner (1836–1872)
- Ernst Frank (1872–1877)
- Franz Fischer (1877–1880)
- Emil Paur (1880–1889)
- Felix Weingartner (1889–1891)
- Hugo Röhr (1892–1896)
- Emil Nikolaus Baron von Reznicek (1896–1899)
- Willibald Kähler (1899–1906)
- Hermann Kutzschbach (1906–1909)
- Arthur Bodansky (1909–1915)
- Wilhelm Furtwängler (1915–1920)
- Franz von Hoeßlin (1920–1922)
- Erich Kleiber (1922–1923)
- Richard Lert (1923–1928)
- Erich Orthmann (1928–1930)
- Joseph Rosenstock (1930–1933)
- Philipp Wüst (1933–1936)
- Karl Elmendorff (1936–1942)
- Eugen Bodart (1942–1944)
- Richard Laugs (1945–1947)
- Fritz Rieger (1947–1950)
- Eugen Szenkar (1950–1951)
- Herbert Albert (1953–1961)
- Horst Stein (1963–1970)
- Hans Wallat (1970–1980)
- Wolfgang Rennert (1980–1985)
- Peter Schneider (1985–1987)
- Friedemann Layer (1987–1990)
- Miguel Angel Gómez Martínez (1990–1993)
- Jun Märkl (1994–2000)
- Ádám Fischer (2000–2005)
- Frédéric Chaslin (2005–2006)
- Axel Kober (2006–2007)
- Friedemann Layer (2007–2009)
- Dan Ettinger (2009–2016)
- Alexander Soddy (seit 2016)[3]